# 突山島

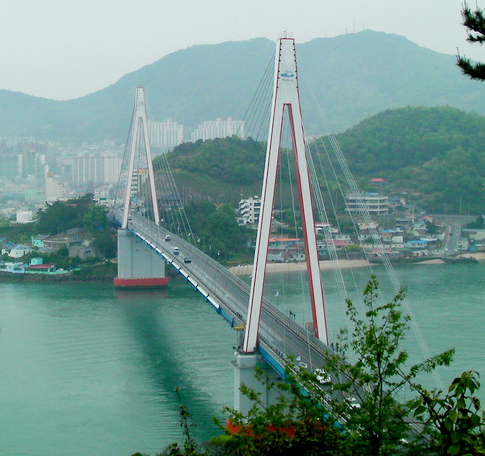
麗水半島と突山島をつなぐ突山大橋（手前が突山島）

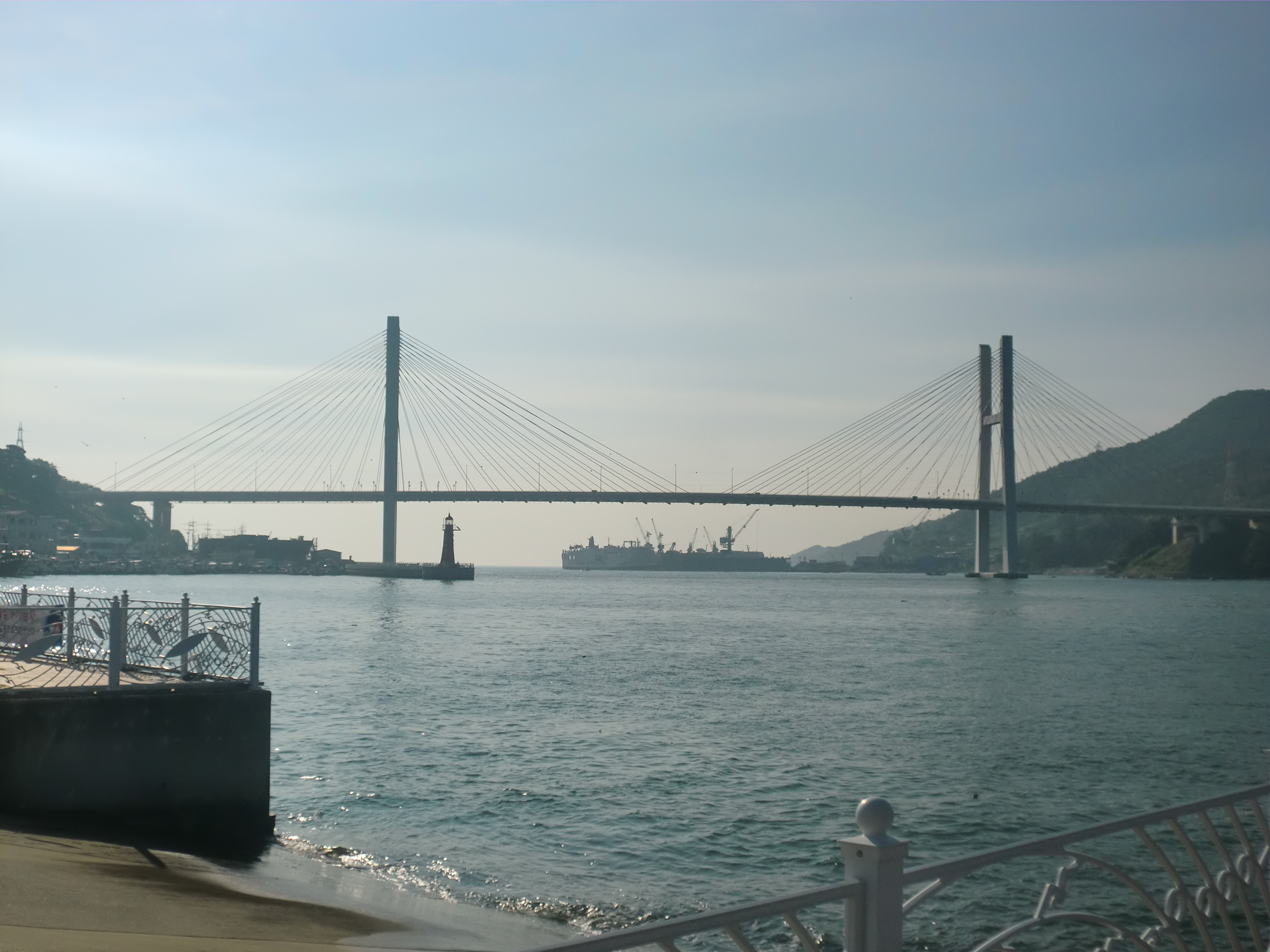
麗水半島と突山島をつなぐ亀甲船大橋（右側が突山島）

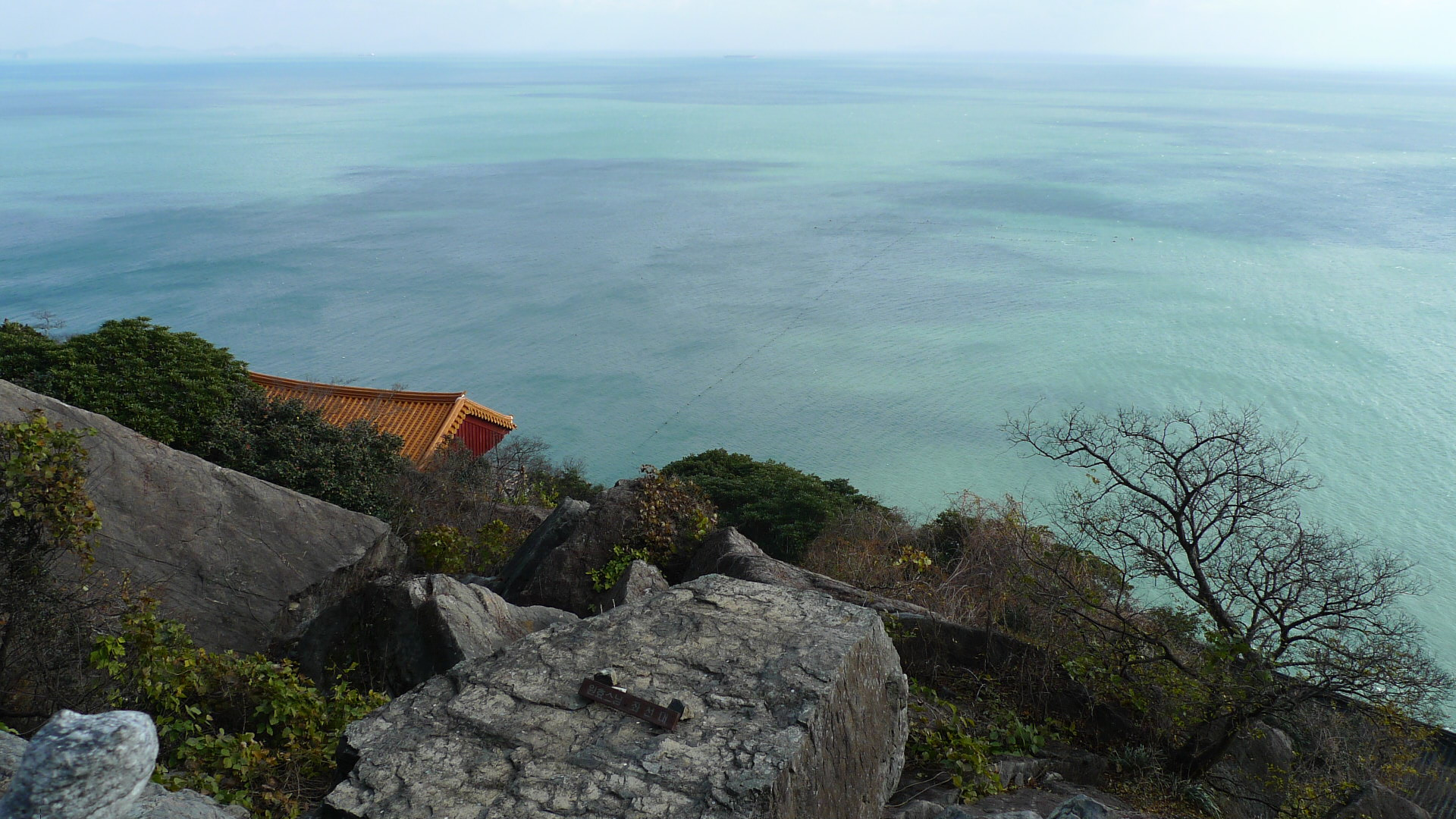
向日庵境内の元暁大師座禅台から眺める東シナ海

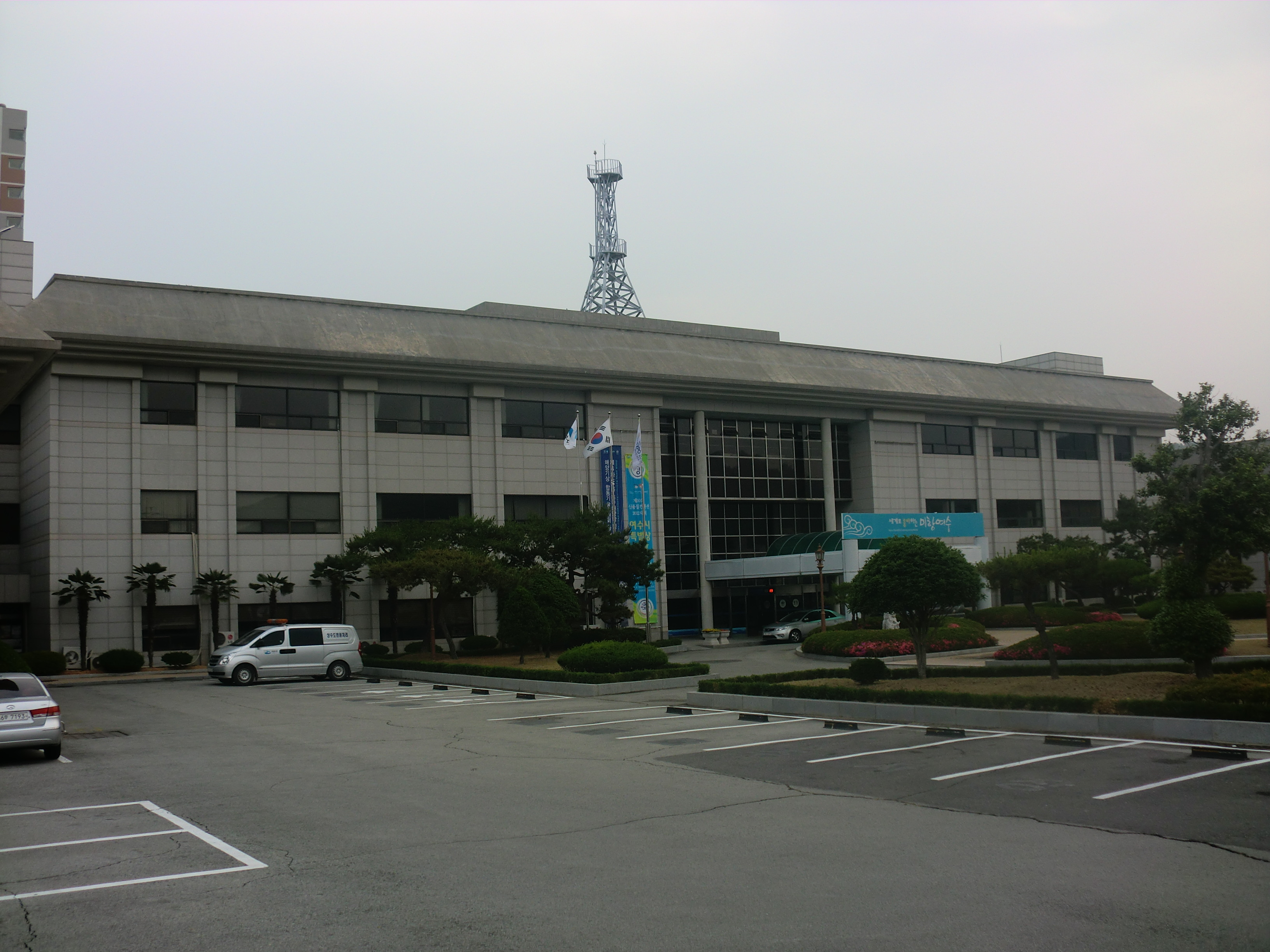
麗水市突山庁舎

突山島（Dolsando、トルサンド）は大韓民国全羅南道麗水市の突山邑を形成する3つの有人島、及び19個の無人島中、最も大きな島で、突山邑全体面積の96%を占める。韓国で7番目に大きい島。麗水半島とは1984年12月完工した連陸橋である突山大橋（長さ450m、幅11.7m）と亀船大橋で繋がっている。麗水市突山庁舎（旧：麗川郡庁）がある。島民の3分の1は農業に従事していて次に多いのが漁業である。主な農産物は米・麦・サツマイモ・ジャガイモ・ニンニク、漁ではサワラ・イワシ・太刀魚などが水揚げされている。またカキ・イガイ養殖も盛んである。南東側海岸はほとんど岩石で成立ち、西側海岸には若干の干潟がある。